# محمدمهدی ربانی املشی
محمدمهدی ربانی رانکوهی معروف به ربانی املشی (۱۳۱۳ –۱۷ تیر ۱۳۶۴)، روحانی و سیاستمدار ایرانی بود. وی دارای سابقه مبارزه انقلابی در زمان قبل از انقلاب ایران (۱۳۵۷) بود و پس از انقلاب در سمت‌های گوناگون مانند دادستان کل کشور، عضو شورای نگهبان، نایب رییسی مجلس شورای اسلامی و عضویت در مجلس خبرگان اشتغال داشت.

## تولد و دوران کودکی
مهدی ربانی املشی در سال ۱۳۱۳ شمسی به دنیا آمد، از پنج سالگی به مکتب خانه و پس از دو سال به دبستان رفت. پس از آن علوم دینی را آغاز کرد و با ورود به حوزه علمیه قم، از استادان آن دوره بهره برد. با پایان یافتن دوره سطح، در درس‌های خارج سید حسین طباطبایی بروجردی و سید روح‌الله خمینی شرکت جست.

## استادان و دوستان
وی مکاسب شیخ انصاری، منظومه سبزواری و بخشی از کفایه را نزد حسینعلی منتظری خواند. سپس در درس خارج سید حسین بروجردی شرکت کرد و هم‌زمان در درس خارج فقه و اصول سید روح‌الله خمینی نیز حاضر می‌شد.
با تبعید سید روح‌الله خمینی دو یا سه سال در درس‌های سید محمدمحقق داماد شرکت می‌کرد و از آن پس، تنها به مباحثه‌های جمعی با فضلای آن دوره بسنده کرد. وی در سال ۱۳۴۰ از طرف خمینی مجاز به دریافت وجوه شرعی و تصدی در امور حسبیه شد.
وی در دوران طلبگی خود، با دوستان بسیاری همراه بود. از جمله آنان اکبر هاشمی رفسنجانی است که تقریباً از آغاز طلبگی با وی به مباحثه درس‌ها می‌پرداخت و این مباحثه تا زمانی که هاشمی رفسنجانی برای انجام کارهای سیاسی به تهران رفت، ادامه داشت (ربانی با هاشمی عقد اخوت بسته بودند). از دیگر دوستان وی که می‌توان نام برد: محمد مؤمن، حسن طاهری خرم‌آبادی، حسینی و تهرانی، که سال‌ها با آنان به مباحثه‌های علمی می‌پرداخته‌است. در ضمن، ربانی، به مدت یک سال با سید علی خامنه‌ای، به مباحثه پرداخته‌است.

## فعالیت‌های علمی و فرهنگی
وی در بسیاری ایام سال به مناطق محروم رفت تا ضمن آشنا کردن مردم مسلمان ایران، با مبانی اسلامی و مکتب اهل بیت، مشکلات آنان را حل نماید؛ حتی در ایام تبعید، به ارشاد مردم می‌پرداخت.
بخشی دیگر از فعالیت‌های علمی و فرهنگی وی، به تشکیلات جامعه مدرسین حوزه علمیه قم مربوط می‌شود که وی از مؤسسان این مرکز بوده‌است.

## فعالیت‌های سیاسی
ایشان هم‌زمان با قیام روح‌الله خمینی در کنار او، مبارزات و فعالیت‌های سیاسی خود را آغاز کرد.
یکی از فعالیت‌های مهم وی در آن سال‌ها، اعلام مرجعیت خمینی بعد از درگذشت سید حسین طباطبایی بروجردی و تلاش برای تثبیت آن بود.
وی، در جوانی، با نواب صفوی و گروه فدائیان اسلام آشنا شد. در جریان قیام ۱۵ خرداد سال ۱۳۴۲ و پس از دست‌گیری سید روح‌الله خمینی فعالیتهایی انجام داد. در سال ۱۳۴۳ و در سفر تبلیغی خود به کاشان به تبلیغ علیه دودمان پهلوی پرداخت که همین امر منجر به دست‌گیری وی شد.
او پیش از انقلاب، بارها دست‌گیر شد و هفت بار به زندان افتاد. در سال ۱۳۵۲ به همراه ۲۵ تن از استادان حوزه علمیه قم دست‌گیر شد و به مدت سه سال به شهرهای شوشتر و فردوس تبعید شد و در سال ۱۳۵۶ نیز به شهرهای جیرفت و شهربابک تبعید شد تا در سال ۱۳۵۷، با پیروزی انقلاب اسلامی، از تبعید رهایی یافت.

## پس از انقلاب
برخی از مسئولیت‌های وی پس از انقلاب، به شرح زیر است:
- نمایندگی مجلس خبرگان قانون اساسی از طرف مردم استان گیلان؛
- ریاست شعبه اول دادگاه عالی انقلاب اسلامی (دادگاه عالی قم)؛
- عضو ستاد انقلاب فرهنگی[۱۳][۱۴]
- عضو شورای عالی قضایی
- دادستان کل کشور[۴]
- عضو شورای نگهبان
- عضو مجلس خبرگان رهبری از استان خراسان و عضویت در هیئت رئیسه این مجلس
- نیابت رئیس مجلس شورای اسلامی در دورة دوم[۱۵]
- عضو شورای داوری، شورای مرکزی و شورای فقهای حزب جمهوری اسلامی.
- امام جمعه موقت تهران[۱۶]

ربانی املشی، در اکثر فعالیت‌های سیاسی جامعه مدرسین حوزه علمیه قم، پیش از انقلاب و پس از آن، شرکت کرده‌است و امضای او در زیر بیانیه‌های مهم این مرکز به چشم می‌خورد. ترور وی در دوم شهریور ۱۳۶۰ توسط سازمان مجاهدین خلق ناکام ماند.

## درگذشت
وی دوشنبه، ۱۷ تیر سال ۱۳۶۴، بر اثر بیماری درگذشت. به ادعای وزارت اطلاعات زمینه بیماری وی توسط مهدی هاشمی ایجاد شده بود.

## زندگی شخصی
زهرا، دختر او همسر احمد منتظری (پسر حسینعلی منتظری) است. محمدصادق ربانی نیز برادر وی است.